# Orcuttia
Orcuttia là một chi thực vật có hoa trong họ Hòa thảo (Poaceae).

## Loài
Chi Orcuttia gồm các loài: